# Helmichsteine
Die Helmichsteine (auch Hellmichsteine oder Gevasteine) sind ein Großsteingrab der Trichterbecherkultur (TBK) in Rulle, einem Ortsteil der Gemeinde Wallenhorst (im Landkreis Osnabrück) in Niedersachsen. Die Grabanlage ist als Kulturdenkmal geschützt. Die Megalithanlage aus der Jungsteinzeit wurde von der Trichterbecherkultur (TBK) zwischen 3500 und 2800 v. Chr. errichtet. Neolithische Monumente sind Ausdruck der Kultur und Ideologie neolithischer Gesellschaften. Ihre Entstehung und Funktion gelten als Kennzeichen der sozialen Entwicklung.

## Lage
Die Helmichsteine befinden sich östlich des Ortskerns von Rulle am Rande des Wohngebietes Ruller Esch südlich der Straße „Im Esch“ und südöstlich des Belmer Ortsteils Icker.

## Namensherkunft
Seinen Namen hat das Großsteingrab nach dem ehemaligen Besitzer des Geländes, des „Colon(s) Helmich zu Rulle“.

## Geschichte
Die Helmichsteine sind eine Grabanlage der Jungsteinzeit, die durch Sesshaftigkeit und produzierende Wirtschaftsweise gekennzeichnet ist. Die Helmichsteine stammen aus der Zeit zwischen 3.500 und 2.800 v. Chr. Das Ganggrab, das ursprünglich von Erde bedeckt war, bestand aus einer Grabkammer und einem kurzen Zugang. Die Findlinge, die die Wände und die Decke bilden, wurden bei der Vergletscherung des Eiszeitalters aus den Gebirgen Skandinaviens heraus gebrochen und nach Norddeutschland transportiert.

## Anlage
Zur Darstellung der ursprünglichen Größe der Anlage wurden Hecken gepflanzt und Stahlbögen gesetzt. Die Helmichsteine sind in Ost-West-Richtung angelegt; die ebenerdige Anlage war etwa 14 bis 15 Meter lang und etwa 1,8 Meter breit. Eingefasst war der ovale Hügel von kleineren Findlingen. Genutzt wurde das Großsteingrab für Kollektivbestattungen. Die Anlage wurde im Laufe der Jahrhunderte beschädigt, insbesondere im 19. Jahrhundert. So wurde ein Deckstein angebohrt und zerbrach in drei Teile.
Seit dem Jahre 2000 wurden die Helmichsteine von der Osnabrücker Stadt- und Kreisarchäologie erforscht. Dabei stellte sich heraus, dass die Anlage ursprünglich aus sieben Jochen bestand, die jeweils von zwei Tragsteinen und einem Deckstein gebildet werden. Der Zugang lag im Süden. Bei der Ausgrabung wurden Keramikscherben von Trichterbechern und ein Flachbeil aus Feuerstein als Grabbeigabe entdeckt.

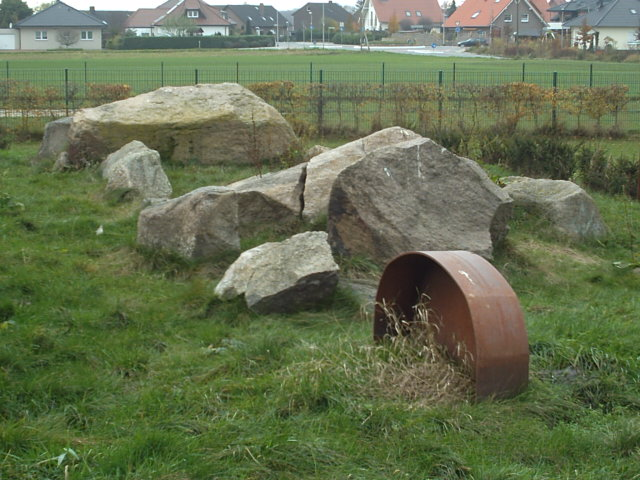
Blick vom Südost in Richtung Stadtweg
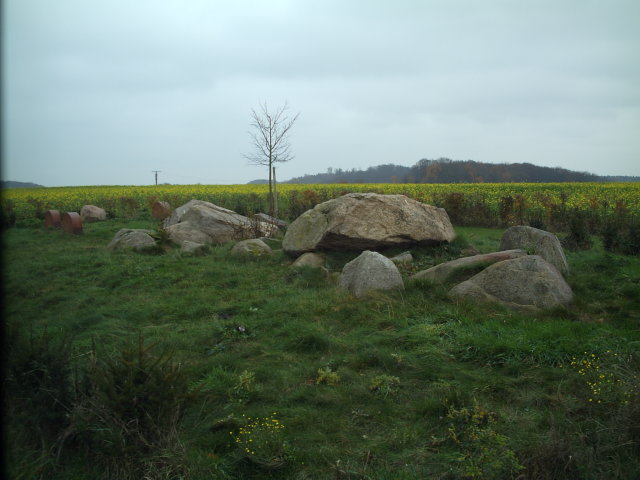
Blick von Nordwest
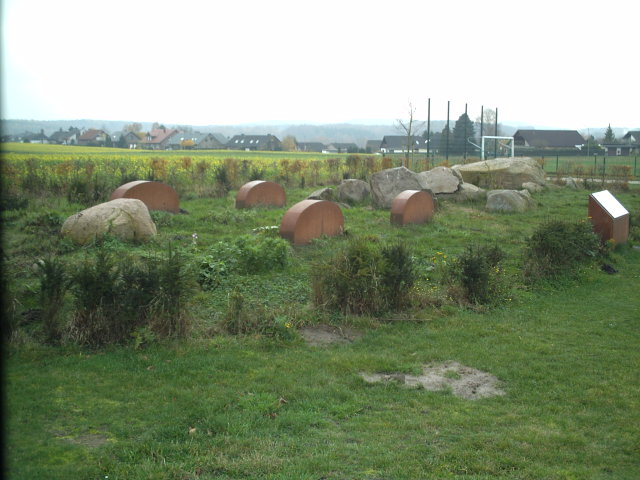
Blick vom Nordost in Richtung Stadtweg
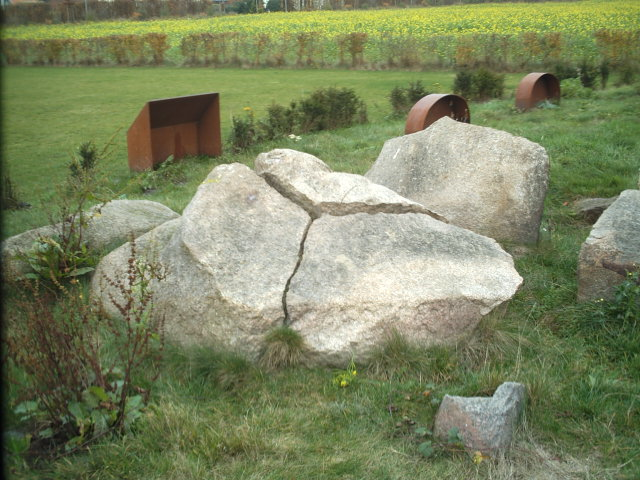
Zerbrochener Deckstein, im Hintergrund die Stahlbögen

## Sage
Eine Sage des Osnabrücker Landes bringt das Grab mit Geva, der Frau des Sachsenherzogs Widukind (auch Wittekind), in Verbindung. Sie soll hier begraben worden sein. Allerdings entstand die Grabanlage etwa 3.500 Jahre vor der Zeit des Sachsenherzogs und seiner Frau. In Rulle befindet sich etwa einen Kilometer südöstlich der Helmichsteine die Wittekindsburg, eine frühmittelalterliche Befestigungsanlage. Diese stammt zwar etwa aus der Zeit der Sachsenkriege, doch ist auch hier eine direkte Verbindung zu Widukind nicht nachgewiesen.